# 세인트오거스틴
세인트오거스틴(영어: St. Augustine, 스페인어: San Agustín)은 미국 플로리다 북동부 세인트존스군에 위치한 도시이다. 인구는 11,592명(2000년 인구조사)이다. 2004년 미국통계국의 추계는 12,157명으로 증가하고 있다. 세인트오거스틴은 1565년 설립된 미국 50개 주 중 현존하는 도시로는 가장 오랜 역사를 가진 도시이다. 이 같은 풍부한 역사적 배경과 함께 플로리다에 있는 많은 도시뿐만 아니라 1년 내내 온난하고, 대서양 연안에 펼쳐져 있는 해변으로 인해 관광 도시로 세인트오거스틴의 인기는 높다.

## 역사
세인트오거스틴은 미국 50개주에서 가장 오래된 유럽인의 개척지이다. 미국 전체에서도 세인트오거스틴보다 더 긴 역사를 가진 곳은 푸에르토리코의 자유 조합 주도 산후안 뿐이다. 동시에 뉴멕시코의 주도 산타페와 버지니아주의 제임스타운보다 42년 일찍 발견되어 현재에 이르고 있다. (제임스 타운은 도시는 현존하지 않고, 유적지로만 남아 있다).
세인트오거스틴은 1565년 8월 28일, 스페인 육군 원수, 페드로 메넨데즈 데 아빌레스(Pedro Menéndez de Avilés)에 의해 건설되었다. 그날이 아우구스티누스의 기일이었기 때문에, 이 도시를 이 성인의 이름을 따서 산 아구스틴(San Agustín)이라고 명명했다.
1586년, 세인트오거스틴은 대영제국의 프랜시스 드레이크의 공격을 받았다. 1668년에는 해적의 공격을 받아 대부분의 주민들이 사망했다. 1702년 및 1740년도 캐롤라이나, 조지아 두 식민지에서 영국인의 대규모 공습을 당했지만, 이때는 성공적으로 격퇴했다.
1740년의 최대 규모이자 가장 성공적인 방어는 조지아 식민지의 지사이자 장군인 제임스 오글소프(James Oglethorpe)에 의한 것이었다. 그는 세미놀 부족인 앨라추아 밴드의 수장인 카우키퍼의 도움을 받아, 세미놀 - 스페인 연합군을 간신히 격퇴했다.
1763년, 프렌치 인디언 전쟁에서 프랑스가 패배하면 파리조약에 의하여 플로리다는 영국의 통치 하에 놓이게 되었다. 세인트오거스틴에 있는 마을도 마찬가지로 영국법에 의해 통치를 받았다. 따라서 독립 전쟁 때 세인트오거스틴은 영국 측은 식민지였다. 그러나 1783년의 파리조약에서 미국의 독립이 승인되면서, 플로리다는 다시 스페인령이 되었다. 스페인의 통치는 플로리다가 미국의 준주가 된 1821년까지 계속되었다.
1845년, 플로리다는 연방 27번째 주로 승격되었다. 그러나 1861년에 남북전쟁이 일어나면서 플로리다는 연방에서 탈퇴하여 남부 연합에 가입했다. 연방 이탈 전날 (1월 7일) 주 방위군은 연방군을 쫓아낸 같은 해 3월 11일에 세인트오거스틴은 연방군에 의해 점령된다. 이후 4년간 전시 하에서 세인트오거스틴은 연방 점령 하에 있었다. 전쟁이 끝난 1865년, 플로리다는 연방에 재가입했다.
19세기 후반, ‘철도왕’, ‘부동산 재벌’이라는 사업가 헨리 플래글러(Henry Flagler)가 세인트오거스틴에 철도를 건설하였다. 철도의 개통으로 세인트오거스틴은 부유층의 리조트 지역으로 변모했다. 이 무렵에 세워진 대저택이나 고급 호텔은 지금도 남아 있다. 이 건물들 중 현재 다른 용도로 재사용하는 것도 있다. 플래글러는 철도를 남쪽으로 연장하여 플로리다 동부 해안 개발을 진행했다. 플래글러 개발 프로젝트 중 하나인 플로리다 동부해안철도(Florida East Coast Railway)는 1912년에 키웨스트까지 전 노선이 개통되었다.

## 인구
| 인구조사              | 인구   | Note  | %±     |
| --------------------- | ------ | ----- | ------ |
| 1830년                | 1,708  |       | —      |
| 1840년                | 2,450  |       | 43.4%  |
| 1850년                | 1,934  |       | −21.1% |
| 1860년                | 1,914  |       | −1.0%  |
| 1870년                | 1,717  |       | −10.3% |
| 1880년                | 2,293  |       | 33.5%  |
| 1890년                | 4,742  |       | 106.8% |
| 1900년                | 4,272  |       | −9.9%  |
| 1910년                | 5,494  |       | 28.6%  |
| 1920년                | 6,192  |       | 12.7%  |
| 1930년                | 12,111 |       | 95.6%  |
| 1940년                | 12,090 |       | −0.2%  |
| 1950년                | 13,555 |       | 12.1%  |
| 1960년                | 14,734 |       | 8.7%   |
| 1970년                | 12,352 |       | −16.2% |
| 1980년                | 11,985 |       | −3.0%  |
| 1990년                | 11,692 |       | −2.4%  |
| 2000년                | 11,592 |       | −0.9%  |
| 2010년                | 12,975 |       | 11.9%  |
| 2019 (추산)           | 15,415 | [ 1 ] | 18.8%  |
| U.S. Decennial Census |        |       |        |

## 지리
세인트오거스틴은 북위 29도 53분 39초, 서경 81도 18분 48초 (29.894264, -81.313208) GR1에 위치하고 있다. 뉴올리언스와 거의 같은 위도이다. 미국통계국에 따르면, 세인트오거스틴 시는 면적 27.8 km2이다. 이 중 21.7 km2가 육지이며, 6.1 km2가 수역이다. 전체 면적의 21.99 %가 수역이다. 시는 만타자스 강(Matanzas River)의 세인트오거스틴 후미 (St. Augustine Inlet)에 위치하고 있다. 후미는 대서양과 통하고 있다. 또한 플로리다의 많은 도시뿐만 아니라 대서양 연안은 해변이 펼쳐져 있다.

## 기후
| 세인트오거스틴의 기후                                              | 세인트오거스틴의 기후 | 세인트오거스틴의 기후 | 세인트오거스틴의 기후 | 세인트오거스틴의 기후 | 세인트오거스틴의 기후 | 세인트오거스틴의 기후 | 세인트오거스틴의 기후 | 세인트오거스틴의 기후 | 세인트오거스틴의 기후 | 세인트오거스틴의 기후 | 세인트오거스틴의 기후 | 세인트오거스틴의 기후 | 세인트오거스틴의 기후 |
| 월                                                                 | 1월                   | 2월                   | 3월                   | 4월                   | 5월                   | 6월                   | 7월                   | 8월                   | 9월                   | 10월                  | 11월                  | 12월                  | 연간                  |
| ------------------------------------------------------------------ | --------------------- | --------------------- | --------------------- | --------------------- | --------------------- | --------------------- | --------------------- | --------------------- | --------------------- | --------------------- | --------------------- | --------------------- | --------------------- |
| 역대 최고 기온 °C (°F)                                             | 30 (86)               | 31 (87)               | 34 (93)               | 35 (95)               | 37 (98)               | 38 (101)              | 39 (103)              | 38 (101)              | 37 (99)               | 34 (94)               | 32 (89)               | 30 (86)               | 39 (103)              |
| 일평균 최고 기온 °C (°F)                                           | 19.7 (67.5)           | 20.9 (69.7)           | 23.6 (74.4)           | 26.6 (79.8)           | 29.5 (85.1)           | 31.4 (88.6)           | 32.8 (91.0)           | 32.2 (89.9)           | 30.8 (87.4)           | 27.7 (81.8)           | 23.8 (74.9)           | 20.5 (68.9)           | 26.6 (79.9)           |
| 일일 평균 기온 °C (°F)                                             | 14.2 (57.6)           | 15.6 (60.0)           | 18.1 (64.5)           | 21.2 (70.2)           | 24.6 (76.3)           | 26.9 (80.4)           | 28.0 (82.4)           | 27.8 (82.1)           | 26.8 (80.3)           | 23.4 (74.2)           | 19.0 (66.2)           | 15.6 (60.1)           | 21.8 (71.2)           |
| 일평균 최저 기온 °C (°F)                                           | 8.8 (47.8)            | 10.1 (50.2)           | 12.6 (54.6)           | 15.9 (60.6)           | 19.7 (67.4)           | 22.4 (72.3)           | 23.2 (73.8)           | 23.4 (74.2)           | 22.8 (73.1)           | 19.2 (66.5)           | 14.2 (57.5)           | 10.7 (51.3)           | 16.9 (62.4)           |
| 역대 최저 기온 °C (°F)                                             | −12 (10)              | −6 (21)               | −5 (23)               | 1 (34)                | 5 (41)                | 11 (52)               | 15 (59)               | 16 (61)               | 12 (54)               | 2 (36)                | −2 (29)               | −9 (16)               | −12 (10)              |
| 평균 강수량 mm (인치)                                              | 70 (2.74)             | 68 (2.69)             | 87 (3.43)             | 74 (2.93)             | 93 (3.66)             | 159 (6.27)            | 124 (4.88)            | 182 (7.18)            | 182 (7.18)            | 111 (4.37)            | 59 (2.32)             | 76 (2.99)             | 1,286 (50.64)         |
| 평균 강수일수 (≥ 0.01 인치)                                        | 9.4                   | 7.8                   | 8.6                   | 6.8                   | 7.2                   | 12.3                  | 11.6                  | 15.0                  | 13.5                  | 9.1                   | 8.1                   | 8.4                   | 117.8                 |
| 출처: 미국 해양대기청 (평년값: 1991년~2020년, 극값: 1973년~2016년) |                       |                       |                       |                       |                       |                       |                       |                       |                       |                       |                       |                       |                       |

## 명소

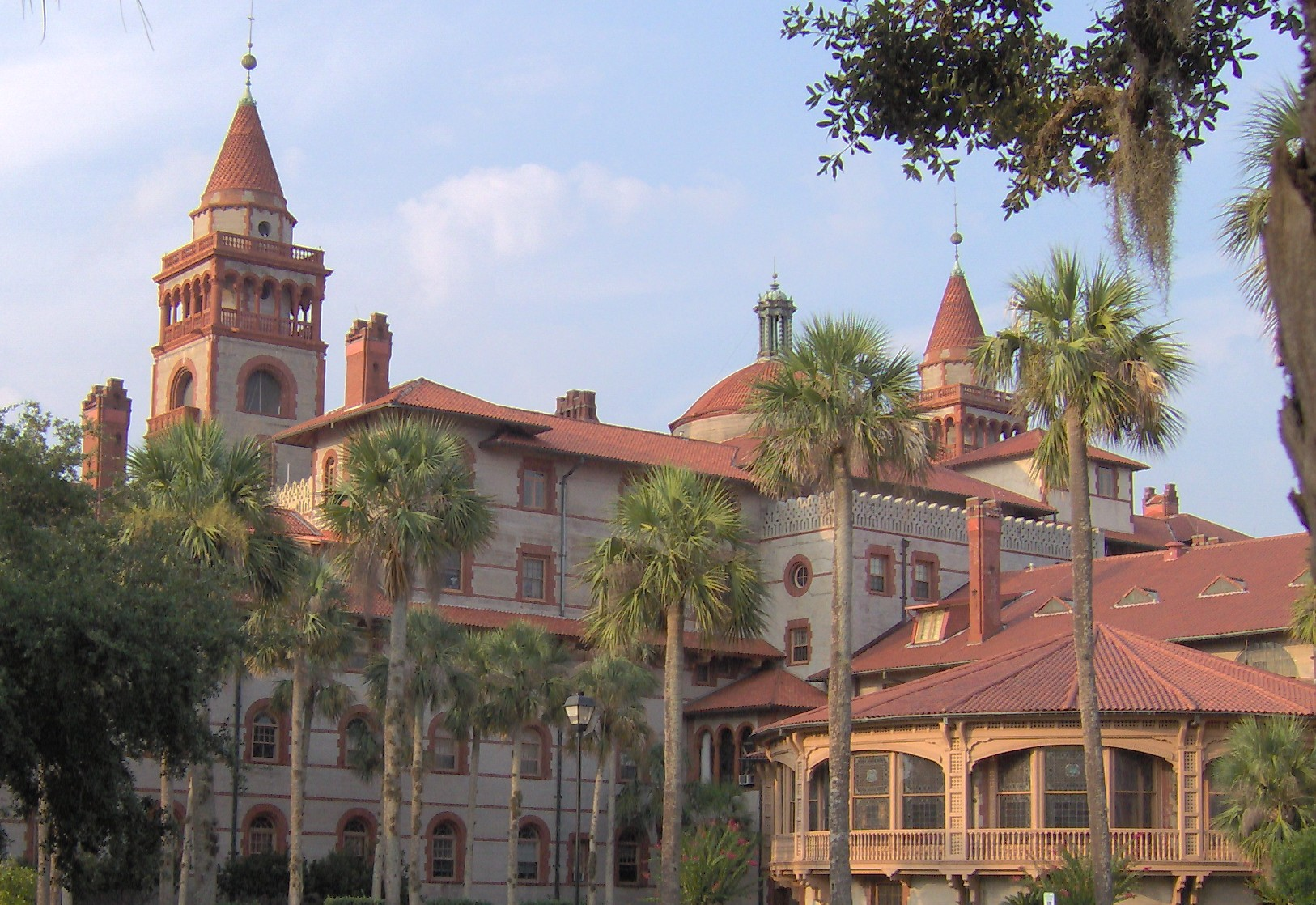
플래글러 대학

### 역사건축물
- 산 마르코스 요새 국가 지정 기념물 (Castillo de San Marcos National Monument)

스페인 식민지 시대에 건설된 요새로, 18세기에는 영국의 두 차례에 걸친 공격을 격퇴했다. 남북전쟁 때는 연방군에 점령되었다. 남북전쟁 후 아메리칸 인디언의 지도자, 오세올라(Osceola)를 수감한 감옥이었다.
- 라 레체 사원과 놈브레 데 디오스 교회(La Leche Shrine and Mission of Nombre de Dios) - 미국 가톨릭교회의 발상지.
- 세인트오거스틴 등대(St. Augustine Lighthouse and Museum)

19세기에 세워진 등대로 내부에는 박물관이 있다.
- 식민지 스페인 쿼터 (Colonial Spanish Quarter)

18세기의 스페인 통치 하의 거리 풍경을 재현하였다.
- 플래글러 대학(Flagler College)

1968년 설립된 소규모 사립 대학이다. 1888년 헨리 플래글러에 의해 세워진 구 폰체 데 레온 호텔(Ponce de Leon Hotel) 건물을 대학으로 다시 사용하고 있다. 교명은 플래글러의 이름을 따서 지었다.
- 장로 기념 교회(Memorial Presbyterian Church)

플래글러에 의해 세워진 교회로 베네치아의 산마르코 성당을 모방하고 있다.
- 라이트너 박물관(Lightner Museum) - 호텔 알카자 (Hotal Alcazar)의 건물을 다시 사용하고 있다.

### 기타
- 무기와 미국 초기 역사 박물관(Museum of Weapons and Early American History)
- 산 세바스티안 와인 동물원(San Sebastian Winery) - 세인트오거스틴을 대표하는 와인 정원.
- 마린 랜드(Marineland) - 1938년 플로리다 최초 테마 공원으로 개원.
- 세인트오거스틴 악어 농장(St. Augustine Alligator Farm)
- 고스트 투어(Ghost Tours)
- 세인트오거스틴 해변(St. Augustine Beach)